# Sanctified with Dynamite
Sanctified with Dynamite – pierwszy singel z czwartego studyjnego albumu niemieckiego zespołu Powerwolf grającego power metal. Został opublikowany 24 maja 2011.
Utwór opowiada o wilkołakach wysadzających się dynamitem podczas walki z demonami w imię Boga w celu zostania bohaterami w raju.
Teledysk do utworu został udostępniony w serwisie YouTube 2 kwietnia 2012.

## Wykonawcy
- Attila Dorn – śpiew
- Matthew Greywolf – gitara
- Charles Greywolf – gitara basowa
- Falk Maria Schlegel – instrumenty klawiszowe
- Thomas Diener – perkusja